# Fläckmjukstjärt
Fläckmjukstjärt (Thripophaga gutturata) är en fågel i familjen ugnsfåglar inom ordningen tättingar.

## Utseende och läte
Fläckmjukstjärten är en rätt liten och långstjärtad fågel i rödbrunt och gulbrunt. Kroppen är ljusbrun, med rostaktigt på stjärt, vingar och hjässa. På ansiktet och bröstet syns tydliga små svarta fläckar. Sången är ofta förbisedd, en jämn serie med mycket ljusa toner.

## Utbredning och systematik
Fågeln förekommer från södra Colombia till norra Bolivia, Guyana och norra Amazonområdet i Brasilien. Den behandlas som monotypisk, det vill säga att den inte delas in i några underarter.

### Släktestillhörighet
Fläckmjukstjärten placeras traditionellt i släktet Cranioleuca. Genetiska studier visar dock att den istället är en del av Thripophaga.

## Levnadssätt
Fläckmjukstjärten hittas i både högväxt regnskog och ungskog. Där ses den födosöka enstaka eller i par i skogens mellersta skikt, ofta som en del av kringvandrande artblandade flockar.

## Status och hot
Arten har ett stort utbredningsområde, men tros minska i antal, dock inte tillräckligt kraftigt för att den ska betraktas som hotad. Internationella naturvårdsunionen IUCN listar arten som livskraftig (LC).